# فرانشيشك دابروفسكي
فرانشيشك دابروفسكي (بالبولندية: Franciszek Dąbrowski)‏ هو ضابط بولندي، ولد في 17 أبريل 1904 في بودابست في المجر، وتوفي في 24 أبريل 1962 في كراكوف في بولندا.